# Sprite (Eterno)
Sprite —Duende en España— es un personaje ficticio que aparece en los cómics estadounidenses publicados por Marvel Comics. Apareció por primera vez en The Eternals #9 (marzo de 1977) y fue creado por Jack Kirby. Aunque físicamente es un niño, Sprite es un Eterno, un miembro de una raza antigua y extremadamente poderosa, que comúnmente se representa como una figura traviesa y tramposa. Sprite ha sido retratado como un supervillano y un antihéroe amnésico. La mayoría de las veces, el personaje se representa estrictamente como un hombre, pero en ocasiones se ha representado como un género fluido.
Lia McHugh estaría interpreta una versión femenina de Sprite en la película del Universo cinematográfico de Marvel The Eternals (2021).

## Historial de publicación
Sprite apareció por primera vez en The Eternals # 9 (marzo de 1977) y fue creado por Jack Kirby.

## Biografía
Sprite es un embustero incorregible y un bromista práctico, y lo ha sido durante siglos. Se rumorea que en la continuidad de Marvel, fue la inspiración para que William Shakespeare escribiera el personaje de Puck en El sueño de una noche de verano. Se deleita con lo que ve como un comportamiento "lúdico", aparentemente despreocupado de las consecuencias a veces mortales de sus bromas, especialmente para los humanos mortales frágiles. A pesar de que ha sido castigado una y otra vez por sus acciones, siempre regresa a su forma de vida preferida después de un tiempo.
Durante el Cuarto Anfitrión de los Celestiales, cuando Zuras pide a Uni-Mind que examine la Nave Madre de los Celestiales, Sprite se queda atrás con el procesador central de Domo. Luego convence al Eterno Olvidado encarcelado para ayudar a detener un ataque a la nave Celestial.
Al intentar mejorar los sistemas de Olympia, Sprite envía accidentalmente a Olympia a la Zona Negativa una vez, pero los Eternos son capaces de restaurarlo en su lugar adecuado. Sprite tarde aboga por la designación del Caballero Negro como Gann Josin de Sersi (compartir un vínculo mental) como compromiso con Ikaris, que quiere matarla.

### Plan de cambio de realidad (EternosVol. 3)
En la nueva serie Eternals de Neil Gaiman, Sprite, bajo el "nombre real" de Colin, es la estrella de "It's Just So Sprite", una comedia en el canal Tweenie. Aunque parece no darse cuenta de su pasado o habilidades, también es un portavoz del Registro de héroes (la serie se desarrolla durante el evento de la Guerra Civil).
Ikaris, que parecía ser el único Eterno con algún recuerdo de su pasado, vio a Sprite en la televisión y le dijo a Makkari que Sprite era otro Eterno. Más tarde, después de que Ikaris desapareció y los Eternals restantes comenzaron a recuperar sus poderes, Mark Curry se contactó con Sprite, en busca de consejo. Sprite revela que siempre ha sabido quiénes son y los lleva al Sueño Celestial. Allí, Sprite le dice que fue él quien hizo que todos los Eternos olvidaran quiénes eran, les quitaron sus poderes y les quitara todo el registro de ellos, como venganza por un millón de años de que lo trataron como a un niño, en la medida en que crearon él como un Eterno 'que nunca crecería', atrapado en la forma de un niño prepúber. Usando el Uni-Mind impulsado por el Sueño Celestial, Sprite usa sus poderes para deformar la realidad, convirtiéndolo en un humano normal, para que finalmente pueda envejecer. Él y Makkari son atacados por los Deviants, pero Sprite se escapa. Más tarde se lo ve en el número 7, subiendo a un tren para huir de los problemas que causó, lo que llevó al despertar del Celestial Soñador, y finalmente fue encontrado por Zuras. Sprite no se disculpa por causar la situación actual, y luego Zuras lo mata chasqueando el cuello.

### Un nuevo ciclo (EternosVol. 5)
Después del evento suicida masivo que causó la muerte de todos los Eternos después de conocer la verdad de su origen, todos renacieron simultáneamente debido a su naturaleza eterna (tanto de especie como de longevidad). Ahora resucitado en un cuerpo femenino que se acerca a la madurez física y ninguno de sus recuerdos intactos, Sprite es acogida por Ikaris, viajando por Nueva York, sometiendo a los desviantes. Cuando ambos regresaron de su viaje a la ciudad de Nueva York, eran sospechosos del asesinato de Zuras. Sprite e Ikaris siguieron el rastro del asesino hasta la ciudad en ruinas de Titanos, donde se encontraron con el titán loco Thanos. Al enterarse de su papel en los eventos que finalmente llevaron a la muerte de los Eternos y su propia muerte posterior a manos de Zuras, Sprite está intrigada.

## Poderes y habilidades
Sprite, como todos los Eternos, tiene control total sobre la fuerza vital de su cuerpo y la estructura molecular, haciéndolo virtualmente inmortal. No envejece y es inmune a todas las enfermedades y toxinas conocidas, a la radiación y a temperaturas extremas. Su antiguo cuerpo Eterno tenía la apariencia de un niño preadolescente (y contra su voluntad, según él), pero en realidad tiene cientos de miles de años.
Sprite es capaz de canalizar la radiación cósmica en ráfagas de calor o fuerza, levitar a sí mismo oa otros, y crear ilusiones que engañan a los sentidos. Tiene una fuerza sobrehumana, aunque debido a su pequeño tamaño y su anatomía infantil es menor que la de la mayoría de los Eternos. Puede reorganizar los átomos y las moléculas de tal manera que reestructure radicalmente los objetos (una vez creó una nave espacial de tierra a órbita en segundos) y, de hecho, es superado únicamente por Sersi en el arte de la reconstrucción molecular.
Si se tiene que creer la historia de Sprite, él ha usado con éxito los poderes de la realidad del Soñador Celestial para darse un cuerpo humano que habría envejecido hasta la edad adulta normalmente, si no fuera por su fallecimiento.

## En otros medios

### Televisión
- Sprite aparece en Marvel Knights: Eternals, con la voz de Sam Vincent.[12]

### Película
- Sprite será interpretado por Lia McHugh en la película de 2021 The Eternals, haciendo que el personaje sea femenino.[13] Ella es la grandiosa narradora de historias de la comunidad de Eternos diseñados genéticamente, que llegaron a la Tierra desde su planeta natal, Olimpia. Parece ser una niña de entre 11 y 13 años y ha estado atrapada con el aspecto de una niña durante siglos. Sprite fue con Sersi a Inglaterra para intentar ser adulta, pero con el regreso de los Deviants, Sprite se une a Ikaris y Sersi para reclutar al resto de los Eternos para terminar su misión y regresar a su planeta de origen, donde ya no será tratada como una niña. Cuando Ikaris traicionó al grupo, Sprite, motivada por su amor, se puso de su lado y luchó contra Sersi para evitar que ella impidiera la Emergencia. Ella falló y se evitó la Emergencia. Después de la derrota de Tiamut y la muerte de Ikaris, Sersi, que todavía tiene la Uni-Mente, convierte a Sprite en humana para que pueda crecer y seguir viviendo en la Tierra como su hogar con Sersi, Phastos y Kingo (quien realmente decide vivir con él), antes de que los tres fueran teletransportados al espacio por Arishem el Juez.